# Gloire (cuirassé)
Pour les autres navires du même nom, voir Gloire (navire).
La Gloire est le premier bâtiment de guerre cuirassé de haute mer construit en occident. Construite sur les plans de l’ingénieur Dupuy de Lôme activement soutenu par Napoléon III, elle a été lancée en 1859 pour la marine française, juste après la guerre de Crimée, où le besoin s’était fait sentir d’améliorer la protection des bâtiments. Sa taille n'en fait pas encore un cuirassé, mais, selon l’appellation du temps, une « frégate cuirassée ». Elle surprend néanmoins tous les observateurs et relance la course à l’armement naval entre la France et le Royaume-Uni, ouvrant ainsi la porte à la mise en chantier des grands cuirassés.

## Un navire «dans l’air du temps»
Au lendemain de la guerre de Crimée et du succès des batteries flottantes, se pose la question du renouvellement de la flotte car les canons type Paixhans ont fait preuve d'une extrême efficacité contre les bâtiments en bois à cause de leurs obus explosifs. Plusieurs vaisseaux britanniques et français ont été sévèrement endommagés au début du conflit et il devient évident qu’il faut procéder à un blindage, au moins partiel des coques. Les batteries flottantes, qui ont encaissé des dizaines de coups sans broncher pendant la bataille de Kinbourn montrent la voie, mais elles sont lourdes, peu manœuvrantes et limitées aux bombardements côtiers. Le 13 janvier 1858, le Conseil des travaux émet l’avis qu’en raison des progrès réalisés par l’artillerie rayée il faut « aborder résolument la question des bâtiments blindés et suspendre toutes constructions nouvelle de bâtiment de guerre dans lesquelles les murailles ne seraient pas mises à l’abri des ravages de la nouvelle artillerie ». Plusieurs projets de bâtiments de haut bord, blindés, sont proposés par les ingénieurs du génie maritime tandis que Napoléon III fait procéder à des essais de blindage pour trouver un système invulnérable aux tirs des canons les plus puissants.
Dupuy de Lôme, directeur du Matériel depuis le 1er janvier 1857, réalise la synthèse des idées « dans l’air du temps ». Sur une extrapolation du Napoléon naissent les plans de la Gloire, navire susceptible de rétablir l’équilibre des forces maritimes au profit de la marine française et de mettre un terme à la suprématie de la Royal Navy. Convaincu que dans un engagement entre deux bâtiments égaux par la vitesse, la cuirasse, les qualités nautiques et le rayon d’action, le plus petit aurait l’avantage, Dupuy de Lôme veut pour la Gloire « les moindres dimensions qu’il fût possible d’adopter », à savoir une coque en bois longue de 77,89 m, large de 17 m, propulsée par une hélice mue par une machine à vapeur de 900 ch. C’est, en gros, le gabarit d’une frégate de la classe Algésiras. L’innovation réside surtout dans le blindage en fer forgé de 12 cm d’épaisseur couvrant les hauts et descendant à 2 m en dessous de la ligne de flottaison. Pour compenser les 820 tonnes de la cuirasse, Dupuy de Lôme supprime une batterie et limite l’artillerie à 36 canons de 30 rayés (remaniée en 1866). Simple auxiliaire, le gréement est réduit aux dimensions de celui d’une goélette. Ce gréement « trois-mâts goélette » de (1 100 m2) sera considéré comme insuffisant et remplacé par un « trois-mâts barque » (1 621 m2) puis un « trois-mâts carré » (2 508 m2).

## Une percée technologique

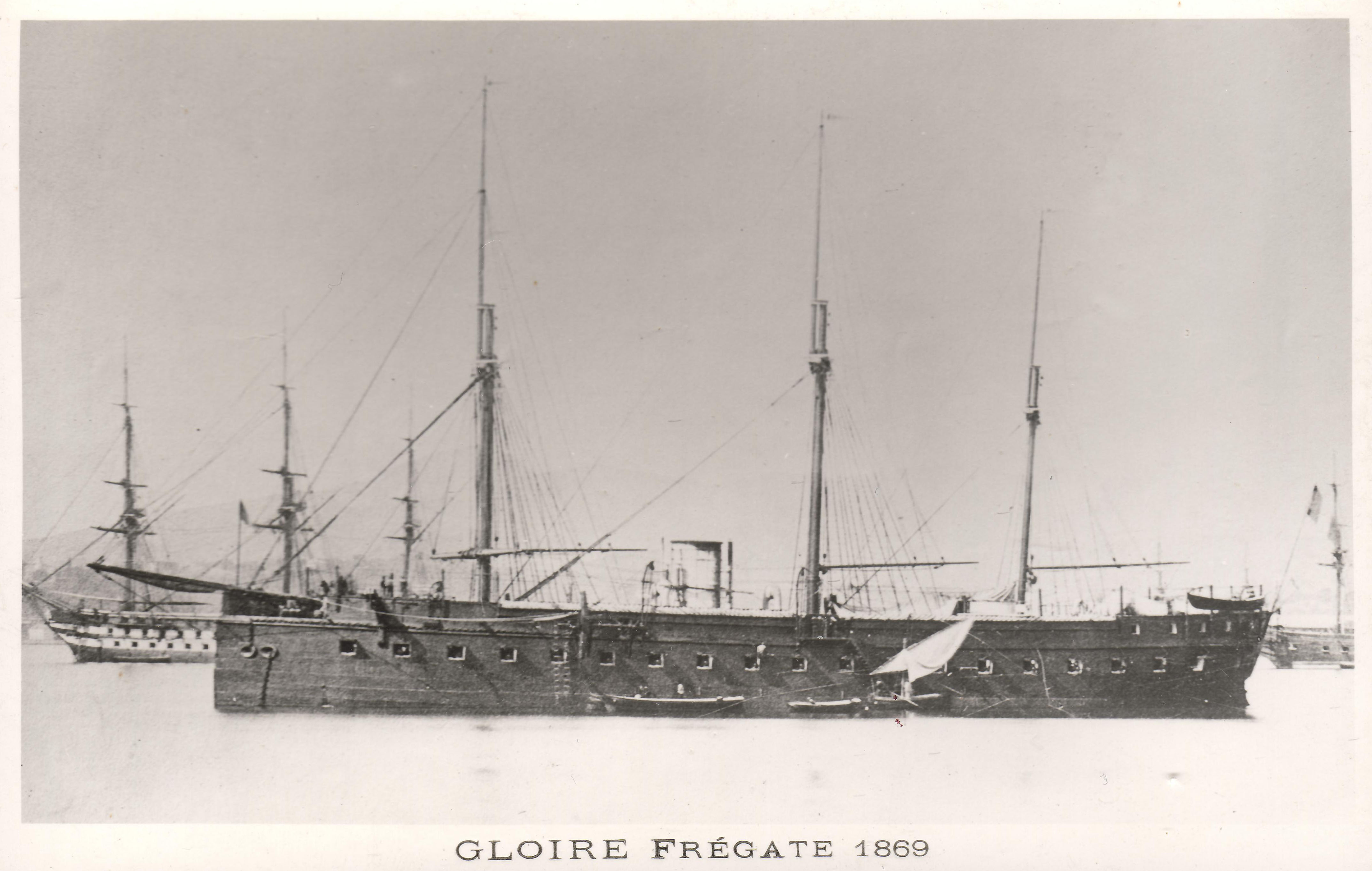
Photographie de La Gloire.

Séduit, Napoléon III décide seul, sans consulter les instances de la marine, de faire construire ce bâtiment qui va révolutionner les constructions navales militaires. Mise en chantier à Toulon en mai 1858 sur les cales de l’arsenal du Mourillon, la Gloire est armée vingt-trois mois plus tard. Aux essais, en 1860, elle donne entière satisfaction, en affichant une vitesse de 13,5 nœuds comparable à celle des paquebots. Elle n’est cependant pas sans défaut, puisqu’elle embarque beaucoup d’eau par grosse mer, obligeant à fermer les sabords de son unique batterie. Il n’en reste pas moins qu’elle surclasse tous les vaisseaux existants de l’époque. Elle constitue une indéniable percée technologique et maintient la marine française en tête du progrès technique.
Côté britannique, on commence par juger l’initiative française coûteuse avant de prendre peur et d’opérer un retournement à 180° en faisant mettre en chantier le HMS Warrior, plus grand (de 50 m) et mieux armé. Confiant dans le savoir-faire de Dupuy de Lôme, le ministre Hamelin avait ordonné dès le 4 mars 1858 la construction de trois nouvelles frégates cuirassés sur les plans de la Gloire : l’Invincible à Toulon, la Normandie à Cherbourg et la Couronne à Lorient. La Gloire ne sera engagée dans aucun combat naval, même pendant la guerre franco-prussienne de 1870-1871. Dépassée assez rapidement par la rapidité du progrès technique et l'émergence des premiers véritables cuirassés, elle est remaniée en 1866 puis radiée du service en 1879 et mise à la casse en 1883. Son sister-ship la Couronne, qui présente l’originalité d’avoir été construite complètement en fer ne sera condamnée qu’en 1933.